# Phare avant de Tallinn
Le phare avant de Tallinn (en estonien : Tallinna alumine tuletorn) est un feu situé dans l'arrondissement de Lasnamäe à Tallinn dans le Comté de Harju, en Estonie, sur le golfe de Finlande. Il fonctionne conjointement avec le phare arrière de Tallinn qui se trouve à 1.1 km plus au nord.
Il est géré par l'Administration maritime estonienne ,.
Il est inscrit au registre des monuments nationaux de l'Estonie  en date du 19 novembre 1999.

## Histoire
Il a été fondé en 1806 à la demande des autorités navales russes. Après la construction du phare arrière en 1836, une petite tour octogonale en bois a été ajoutée en 1839 au bâtiment d'origine. C'était pour augmenter la visibilité et la portée du feu directionnel. Il a aussi été équipé d'une lentille de Fresnel de 6e ordre.
Pendant la Seconde Guerre mondiale, le phare a été sérieusement endommagé. En 1959, les principaux travaux de reconstruction ont été réalisés. En 2000, le phare a été rénové et reconstruit. Les bâtiments environnants du XIXe siècle appartenant à la station de signalisation ont été préservés.
Il se trouve près du nouveau musée d'art Kumu et de Estonian Maritime Administration (en).

## Description
Le phare  est un bâtiment rectangulaire de deux étages, surmonté d'une tour octogonale en bois, de 18 mètres de haut. Tout le bâtiment est peint en rouge. Son feu à occultations émet, à une hauteur focale de 49 mètres, un éclat blanc ou vert, selon secteur toutes les 5 secondes. Sa portée nominale est de 12 milles nautiques (environ 22 km) pour le feu blanc et 6 milles nautiques (environ 11 km) pour le feu vert.
Il sert à guider les navires à entrer dans le chenal menant au port de Tallinn.
Identifiant : ARLHS : EST-015 ; EVA-251- Amirauté : C-3810 - NGA : 12796 .

## Caractéristique duFeu maritime
Fréquence : 5 secondes (W-G)
- Lumière : 3.1 secondes
- Obscurité : 1.9 secondes

|                   |
| Golfe de Finlande |

|          |
| Le phare |

|              |
| Vue ancienne |

### Lien connexe
- Liste des phares d'Estonie